# Руднєв Борис Вікторович
Борис Вікторович Руднєв (3 серпня 1944  — 15 березня 1994 , Москва ) — радянський і російський актор театру і кіно.

## Біографія
Виріс у сім'ї військових. Батько Віктор Борисович Руднєв (1920—1984) після закінчення Тульського збройно-технічного училища служив збройовим техніком Орловського піхотного училища. Там відбулося його знайомство з Чижаковою Пелагією Іванівною (1919—1994), з якою він одружився в лютому 1941 року.
У 1969 році Борис Руднєв закінчив ВДІК (майстерня Бориса Бібікова та Ольги Пижової). З березня 1970 року — актор кіностудії «Мосфільм» та театру-студії кіноактора. У кіно грав переважно ролі сильних мужніх героїв. Серед кращих робіт: Яшка Шкідливий («Перша дівчина»), Сергій Чекмарьов («Нам ніколи чекати»), Бонер («Єдина дорога»), Гриневич («Довгі версти війни»), Сілаєв («Вигідний контракт»), Нефєдов («Особисті рахунки»), комбриг Добринін («Проект „Альфа“»). Працював на дубляжі, озвучуючи іноземні та вітчизняні картини.
На початку 1990-х років пішов із театру-студії кіноактора, залишившись без засобів для існування.
Пізнього вечора 14 березня 1994 року Борис Руднєв повертався додому, і на нього було скоєно напад. Люди, з якими Руднєв проживав, запропонували викликати швидку допомогу, але відмовився. Наступного дня він помер. Похований на Домодєдовському цвинтарі.

## Творчість

### Фільмографія
- 1992 — Хагі-траггер — мафіозі
- 1992 — Виконавець вироку — дезінфектор
- 1990 — Проєкт «Альфа» — Борис Вікторович Добринін, комбриг
- 1989 — Його батальйон — лейтенант Маркін
- 1989 — Свавілля — епізод
- 1987 — Казка про гучний барабан — «генерал білої армії»
- 1986 — Нас водила молодість... — Юрій Петрович Кримов заступник начальника контррозвідки білих
- 1984 — Береги в тумані — епізод
- 1984 — Особливий підрозділ — старший лейтенант
- 1982 — Молодість. Випуск 4-й
- 1982 — Особисті рахунки — Семен Герович Нефьодов кандидат наук, викладач на кафедрі АСУ
- 1981 — Здоровань — Базаров
- 1981 — Державний кордон. Мирне літо 21-го року — бандит-садист
- 1980 — Приватна особа — Миша, фотограф-криміналіст (ні в титрах)
- 1980 — Петля Оріона — італійський астронавт
- 1980 — Інакше не можна — Микола Миколайович Звягін начальник ділянки
- 1979 — Циркачонок — «Сивий штабс-капітан»
- 1979 — Вигідний контракт — «Сілаєв майор КДБ»
- 1978 — Загін особливого призначення — — капітан Зубов
- 1978 — Оазис у вогні — Ульянцев
- 1978 — Квартет Гварнері — Карпенко голова Одеського ГубЧК
- 1977 — Відкрита книга — Сергій тракторист
- 1977 — Катіна служба — Боровиков
- 1976 — Дні хірурга Мішкіна — Ігор Ілющенко
- 1975 — Перші пасажири — Віктор
- 1975 — На ясний вогонь — «помічник начальника станції (немає в титрах)»
- 1975 — Коли тремтить земля — верхолаз
- 1975 — Іронія долі, або З легкою парою! — таксист (немає в титрах)
- 1975 — Довгі версти війни — — «комісар Гриневич»
- 1975 — Алмази для Марії — лікар
- 1974 — Ходіння по муках — робочий з листівками
- 1974 — Найжаркіший місяць — робочий у черзі
- 1974 — Небо зі мною — льотчик (ні в титрах)
- 1974 — Дзеркало — працівник друкарні (немає в титрах)
- 1974 — Єдина дорога — Боннер німецький офіцер-танкіст
- 1973 — Чорний принц — міліціонер (немає в титрах)
- 1973 — Хліб пахне порохом — Петро
- 1973 — Товариш генерал — «офіцер штабу Айдаров»
- 1973 — Сто кроків у хмарах — Василь — головна роль
- 1973 — Виконання бажань — студент
- 1973 — Береги — хлопець на танцях(немає в титрах)
- 1972 — Гарячий сніг — розвідник
- 1971 — Нам ніколи чекати — Олексій — головна роль
- 1971 — Мандрівний фронт — — «червоний командир Уланов»
- 1970 — Корона Російської Імперії, або Знову невловимі — чекіст
- 1970 — У лазуровому степу — конвоїр, який застрелив Якова
- 1969 — Повість про чекіста — Сахонін
- 1969 — Звинувачуються в убивстві — Костя
- 1968 — Перша дівчина — Яшка Вірний — дезертир
- 1968 — Іван Макарович — солдат супроводу санітарного поїзда
- 1967 — Чотири сторінки одного молодого життя — Саша Агафонов — головна роль
- 1967 — І ніхто інший — приятель Юри
- 1966 — Я родом з дитинства — «Толя сліпий лейтенант з Москви»
- 1965 — Дайте книгу скарг — гітарист молодіжного анасамблю (немає в титрах)

### Дублювання фільмів
- 1984 — Легенда Срібного озера (СРСР) — Аріф
- 1977 — Удар в спину (СРСР) — Джабі — роль Расима Балаєва
- 1977 — Гаріб в країні Джинів (СРСР) — Сахіб — роль Бахтіяра Ханизаде
- 1976 — Умій сказати «ні!» (СРСР) — Тойчі — роль Овеза Геленова
- 1971 — Брат мій (СРСР) — роль З. Мендібаєва